# Le Peyrat
Le Peyrat (okzitanisch Le Peirat) ist eine französische Gemeinde mit 496 Einwohnern (Stand 1. Januar 2022) im Département Ariège in der Region Okzitanien. Sie gehört zum Kanton Mirepoix und zum Arrondissement Pamiers. 
Sie grenzt im Nordwesten an Léran, im Nordosten an Montbel, im Osten an Sainte-Colombe-sur-l’Hers, im Süden an Lesparrou und im Westen an La Bastide-sur-l’Hers.

## Bevölkerungsentwicklung

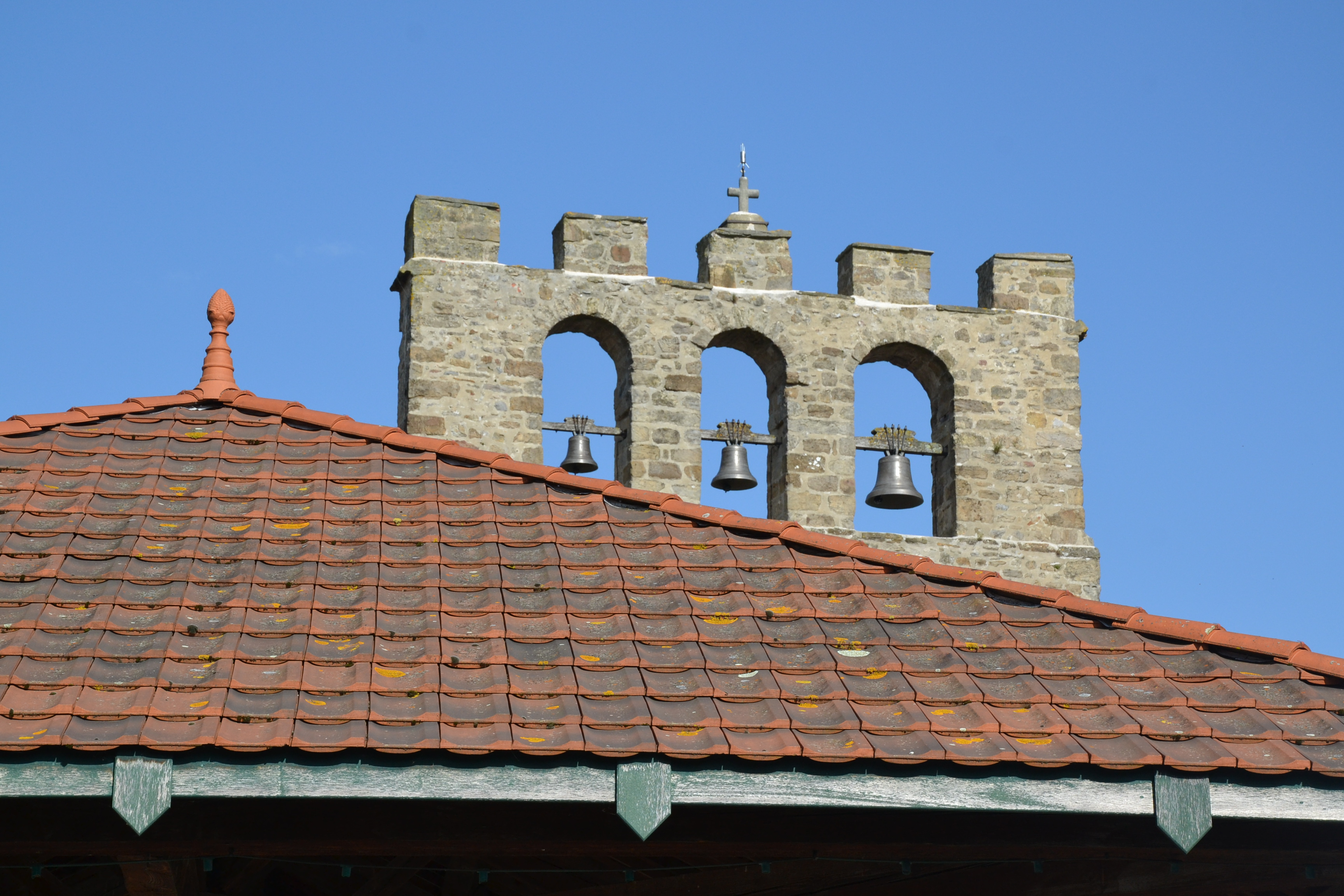
Die Glocken der Kirche Saint-André

| Jahr                       | 1962 | 1968 | 1975 | 1982 | 1990 | 1999 | 2008 | 2015 |
| -------------------------- | ---- | ---- | ---- | ---- | ---- | ---- | ---- | ---- |
| Einwohner                  | 390  | 373  | 353  | 410  | 401  | 456  | 476  | 480  |
| Quellen: Cassini und INSEE |      |      |      |      |      |      |      |      |